# Емініум

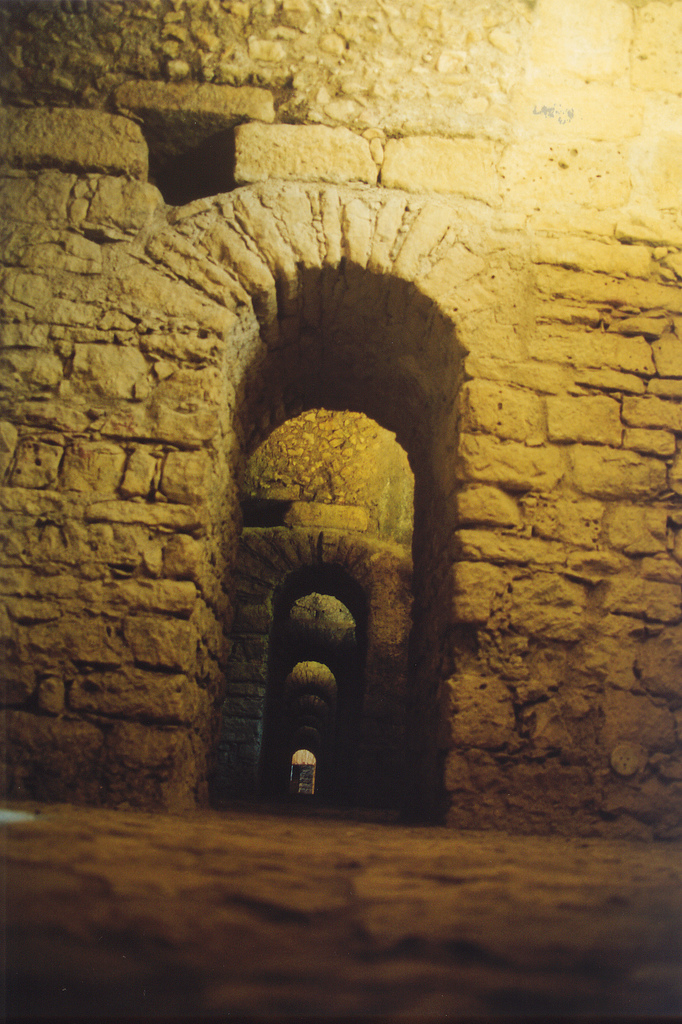
Криптопортик стародавнього форуму Емініум, під музеєм Мачадо де Кастро.

Емініум — стародавня назва міста Коїмбра в Португалії .
Римляни заснували в цьому місці за часів Августа місто Емініуму, який перебував під захистом сусідньої Конімбриги, розташованої приблизно в 15 кіломтрах на південь.
Римське місто було оточене стіною і дотримувалося ортогонального плану з перетином вулиці, орієнтованої на північ або південь і головної на Форумі . Існував акведук, залишки якого були включені в  останню середньовічну реконструкцію. Також були запропоновані місця для театру та амфітеатру, але їхня наявність ще не підтверджена археологами. Задокументовано тріумфальну арку, але вона була зруйнована в 1778 році. Також на схід від міста було розташоване місце захоронень.
Свеби зруйнували сусіднє містечко Конімбрига в 468 році. Його жителі, які тим часом втекли до Емініуму, зберегли первісну назву свого міста.
У сучасній Коїмбрі залишилося небагато залишків стародавнього Емініуму. Найважливішим є криптопортик, підземна галерея арочних коридорів, побудована в 1-му або 2-му столітті нашої ери для підтримки форуму міста. Ймовірно, архітектором був Гай Севій Луп.  У середні віки над форумом був побудований єпископський палац, тепер перетворений на музей Мачадо де Кастро; під ним розташований криптопортик.  Криптопортик можна відвідати через музей.

## Дивіться також
- Історія Португалії
- Лузітанія
- Римські міста Португалії